# センチュリー豊田ビル
センチュリー豊田ビル（センチュリーとよたビル）は、愛知県名古屋市中村区名駅にある、地上16階地下3階建ての商業施設ビル。

## 概要
JRセントラルタワーズに名古屋マリオットアソシアホテルが開業したことで激化した競争に敗れて閉鎖された名古屋都ホテルの跡地を買収して建設された。
ミッドランドスクエアの建設に伴い、豊田ビルが解体されることになり、同ビルに入居していた豊田通商や中日本興業の映画館｢ピカデリー｣等を一時的ではなく、恒久的に移転させることを目的に設計・施工されたビルである。
ミヤコ地下街を通じて名古屋駅まで地下街で繋がる下層階には飲食店が入居し、1階より上層部は、豊田通商名古屋本社及び、各豊通グループ企業が入居している。
また、第二豊田ビル建替えプロジェクトに伴い、跡地に豊田通商及び豊通グループが入居するシンフォニー豊田ビルが建設された。
それに伴い、2016年（平成28年）9月16日、これらの東和不動産（現：トヨタ不動産）単独所有ビル4棟（ミッドランドスクエア、名古屋クロスコートタワー、センチュリー豊田ビル、シンフォニー豊田ビル）を地下で結び、天候などに左右されず、人々が回遊できる地下通路「地下環状ネットワーク」が同ビルにも設置された。
錦通沿いにはサンクンガーデンとピロティが設けられ、ゆとりのあるエントランスが演出され、高級感を出す設計がなされている。クリスマスシーズンになるとイルミネーションが催される。

## 主なテナント

### 現在入居中のテナント
- 豊田通商 名古屋本社・本店
- 豊通オフィスサービス 名古屋オフィス
- 豊田通商マーケッツジャパン 本社
- 豊通マテックス 名古屋支店
- ティーエーシーエス 本社
- 豊通ヒューマンリソース 本社
- ファイティングイーグルス名古屋 本社
- 風来坊
- さ嘉なや
- ビアレストランキリンシティ
- ばっかす

### 過去の主なテナント
- ピカデリー（中日本興業） - 2スクリーン、2003年（平成15年）1月30日開業 - 2016年（平成28年）6月30日に閉館[2]。

## 最寄り駅
- JR・名古屋市営地下鉄桜通線 名古屋駅から徒歩で約5分。
- 近鉄名古屋駅・名鉄名古屋駅・名古屋市営地下鉄東山線 名古屋駅から徒歩で約3分。

## 参照
- センチュリー豊田ビル - Nikken Sekkei - Projects（ウェブサイト）